# Relu Stoian
Relu Marian Stoian (sinh ngày 1 tháng 3 năm 1996) là một cầu thủ bóng đá người România thi đấu cho Juventus Bucureşti ở vị trí thủ môn.